# Ivančice (stacja kolejowa)
Ivančice – stacja kolejowa w miejscowości Ivančice, w kraju południowomorawskim, w Czechach. Znajduje się na wysokości 210 m n.p.m.
W budynku dworcowym znajdują się kasy biletowe, w którym można zakupić bilety i zarezerwować miejsca na wszystkie pociągi.

## Linie kolejowe
- 244 Brno - Hrušovany nad Jevišovkou, Moravské Bránice - Oslavany